# Поселення Біла VI
Городище Біла VI — щойно виявлена пам'ятка археології в Чортківському районі Тернопільської області. Розташована в центральній частині села, 1-шій надзаплавній терасі правого берега безіменного струмка.
Внесено до Переліку щойно виявлених об'єктів культурної спадщини (охоронний номер 1673).

## Відомості
Археологом В. Добрянським у 1992 р. виявлено невідому досі фортифікаційну споруду. Розташована на пологому схилі лівого берега струмка, що впадає в р. Серет. За формою — чотирикутна, бічні грані мають довжину 50 м, ширину — 30 м, насипані вали шириною 1,5 м та висотою 1 м.
У 2008 р. поселення обстежував працівник Тернопільської обласної інспекції охорони пам’яток О.Дерех. Під час обстеження пам’ятки виявлено старожитності черняхівської культури.